# It Had to Be You
It Had to Be You från 2012 är jazzsångaren Isabella Lundgrens debutalbum.

## Låtlista
1. La vie en rose (Louis Louiguy/Édith Piaf/Mack David) – 3:54
2. It Only Happens When I Dance with You (Irving Berlin) – 3:16
3. It Had to Be You (Isham Jones/Gus Kahn) – 4:36
4. I Cried for You (Abe Lyman/Gus Arnhem/Arthur Freed) – 3:02
5. Don't Ever Leave Me (Jerome Kern/Oscar Hammerstein) – 3:31
6. Blues in the Night (Harold Arlen/Johnny Mercer) – 3:53
7. You Belong to Me (Chilton Price/Pee Wee King/Redd Stewart) – 3:24
8. If I Should Lose You (Ralph Rainger/Leo Robin) – 5:20
9. Time after Time (Jule Styne/Sammy Cahn) – 4:14
10. Reach for Tomorrow (Jimmy McHugh/Ned Washington) – 2:55

## Mottagande
Skivan fick ett gott mottagande när den kom ut med ett genomsnitt på 3,4/5 baserat på sju recensioner.

## Listplaceringar
| Lista (2012/13) | Topplacering |
| --------------- | ------------ |
| Sverige         | 25           |